# Cuentacuentos

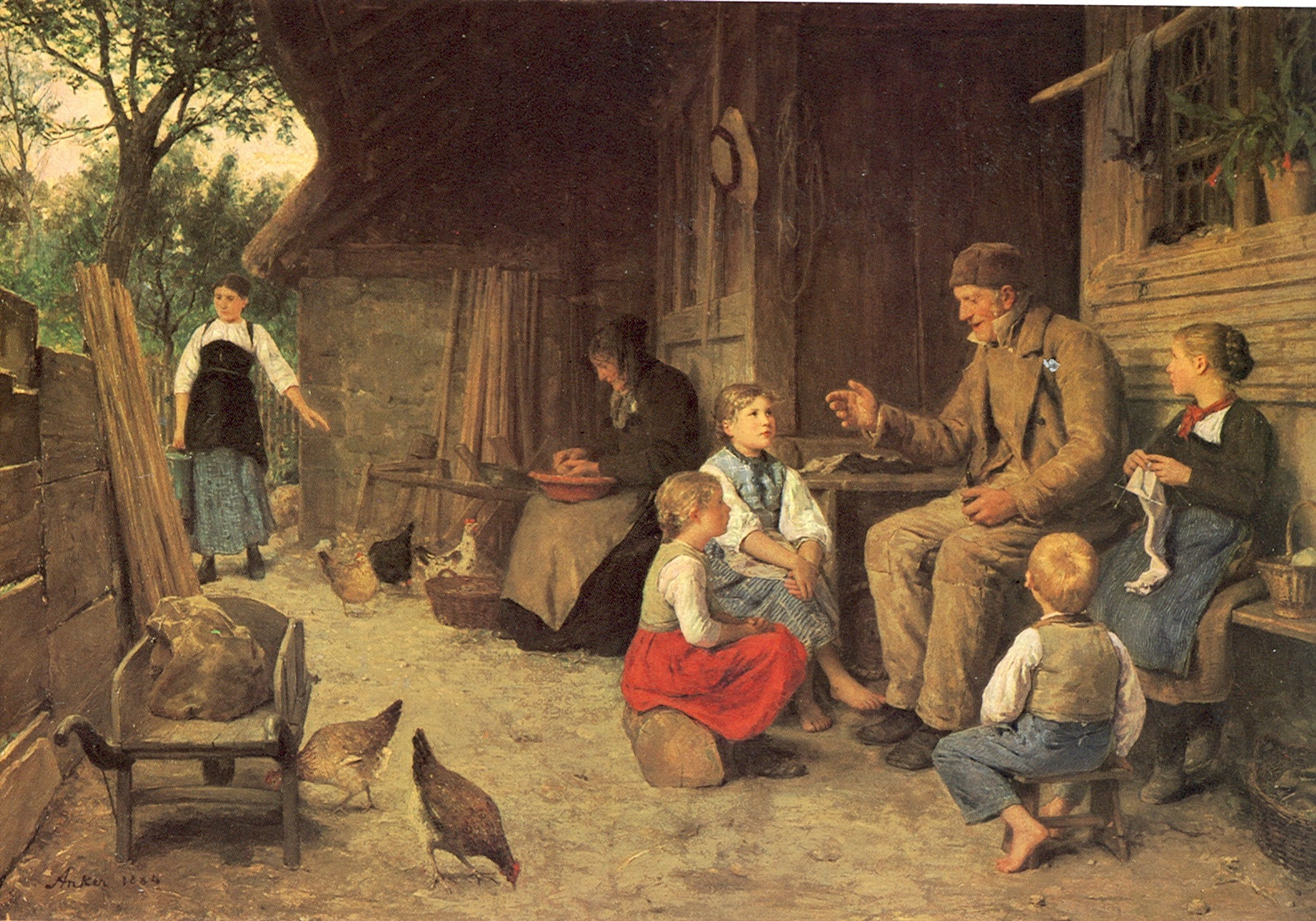
El origen del cuentacuentos, en la tradición del hogar, en una pintura alemana de 1884.

Un cuentacuentos (traducción al español del término inglés storyteller), también llamado contador, cuentista o cuentero, es un narrador oral de cuentos e historias.

## Géneros usados por el cuentacuentos
- La Anécdota, del griego anékdotos, es una relación o noticia, breve, de algún suceso particular más o menos notable. Normalmente un personaje de edad mayor, como el abuelo, personas que viven una vida de aventuras, viajeros y similares, están en el centro de la anécdota.[2]
- El Relato es toda narración y más específicamente cualquier sucesión de hechos, reales o no, sin un nudo dramático estricto.
- La Leyenda: Género muy popular. La leyenda está siempre en el origen de cada pueblo y aunque puede resultar fantástica, en realidad puede tener una lejana inspiración histórica. Están ligadas al tema de la creencia. Así como el cuento tiene una función eminentemente lúdica, las leyendas tienen por función dar una explicación o un esclarecimiento.
- El Mito forma parte de la cosmogonía de una región o de un pueblo.
- El Cuento: Según la definición de Enrique Anderson Imbert, «el cuento es una ficción en prosa, breve, pero con un desarrollo tan formal que, desde el principio, consiste en satisfacer de alguna manera un urgente sentido de finalidad.»
- Cuentos de espantos: El género de terror y espanto ha sido siempre atractivo a los pueblos y tiene mucho que ver con las leyendas y los mitos.[3]
- El culebrero: En algunas regiones se trata de la caricatura del comerciante que en las plazas anuncia sus productos de manera creativa, utilizando la cuentería como medio de atraer la atención.
- La Fábula: Se trata de un género antiquísimo. Es un tipo de composición breve que desemboca en una moraleja y en la que los protagonistas son generalmente animales que representan a seres humanos.

## En España
El cuentacuentos, inspirado en una figura familiar ancestral en las distintas autonomías españolas y con perfiles muy personales, fue recuperado como espectáculo público por los grupos de teatro independiente y las modernas compañías de títeres, a partir de la década de 1970. También se ha promocionado la narración amateur, con eventos como el Maratón de los Cuentos, una tradición iniciada en Guadalajara en 1992 y extendida luego a otras ciudades españolas. 

## En América

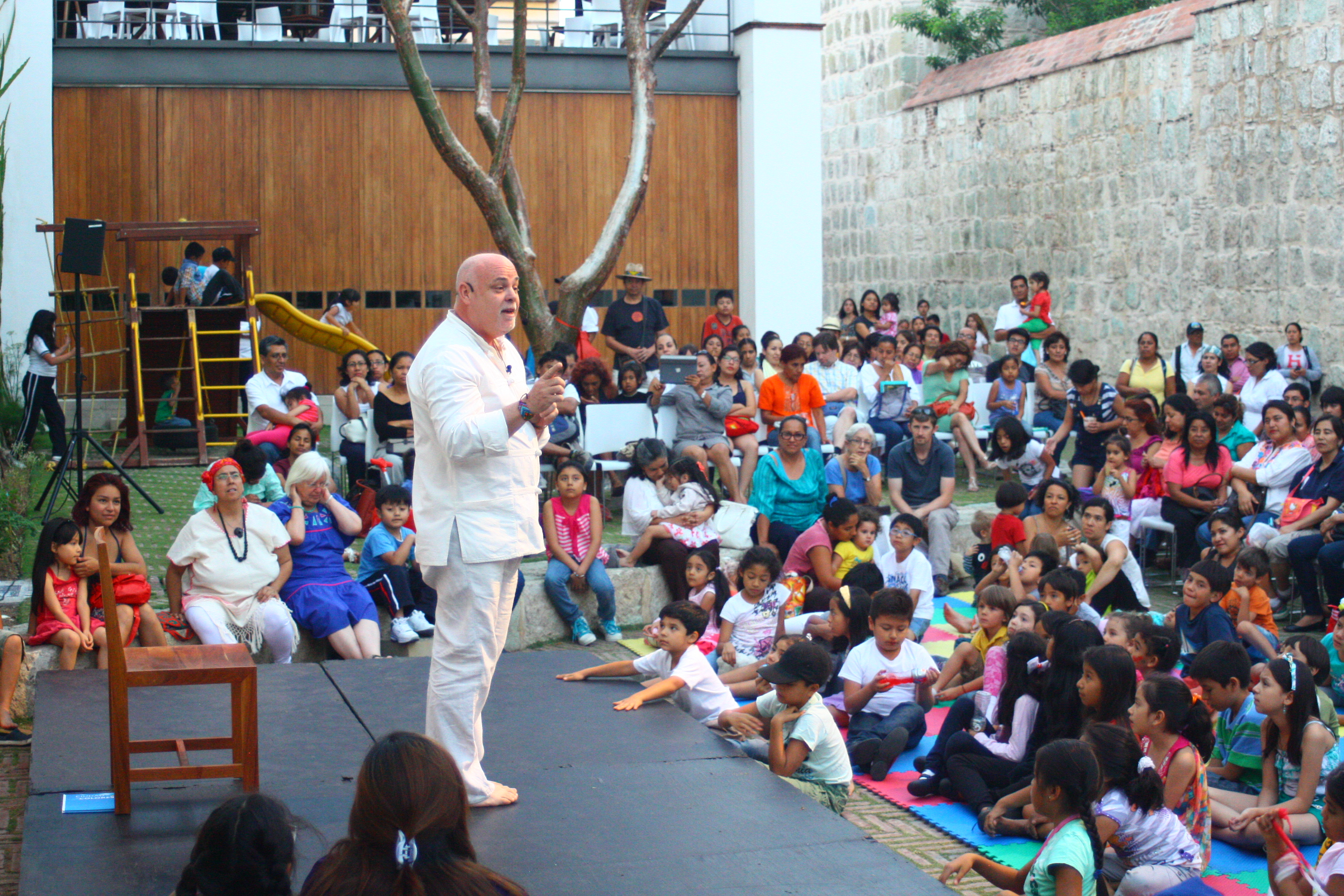
Festival de Cuentos para Niños de Oaxaca, México

El movimiento de cuentacuentos en América ha tenido un crecimiento interesante desde la última década del siglo veinte. Existen alrededor de cien festivales nacionales e internacionales en el que participan cuenteros de todo el mundo. México, Cuba, Costa Rica, Venezuela, Chile, Argentina y Colombia se encuentran entre los países más activos en la narración oral.[cita requerida]
En Colombia se pueden mencionar los siguientes festivales, además de las actividades en universidades y compañías privadas: Entre cuentos y flores, en Medellín (organizado por la Corporación Cultural Vivapalabra); Abrapalabra, en Bucaramanga (organizado por Corfescu); Caribe cuenta, en Barranquilla (organizado por Luneta 50); Quiero cuento y Pura palabra, en Bogotá (organizados por Corporación Gaia y Chaquen, respectivamente); Akuentajuî, en Riohacha y Santa Marta  organizado por la Corporación Tradición y Cultu; Unicuento, en Cali, y Galerías Cuenta, en Pasto.
En México existen varios espacios de narración oral permanentes, entre los más destacados se encuentran proyectos como  "Regaladores de Palabras" que cuenta con el apoyo de la Universidad Nacional Autónoma de México y los gestionados por la agrupación "Cuentos Grandes para Calcetines Pequeños", responsables de organizar el Festival de Cuentos para Niños en la Ciudad de Oaxaca y sus alrededores, considerado uno de los más importantes de México, con presencia en la televisión, y con un sistema de selección de los participantes a través de audiciones.